# 南桜井村
南桜井村（みなみさくらいむら）は、埼玉県の東部、北葛飾郡に属していた村である。

## 地理
- 河川：江戸川、庄内古川（中川）

## 歴史
- 1889年（明治22年）4月1日 町村制施行により、上柳村、永沼村、下柳村、金崎村、上金崎村、西金野井村、大衾村が合併し中葛飾郡南桜井村が成立する。
- 1896年（明治29年）3月29日 中葛飾郡と北葛飾郡が統合し北葛飾郡となる。
- 1954年（昭和29年）7月1日 北葛飾郡宝珠花村、富多村、川辺村と合併し庄和村を新設する。

## 備考
明治22年以前の地名は以下の通り
- 金崎村（花輪下、道江、舞台東、中居宮、荻合、川妻、禿地、平松谷、千間堤下）
- 上金崎村（舞台、舞台東、中島、道江、千間堤下、荻合、禿内）
- 上柳村（堀の内東、中通、北、下部、道下、堀の内西、柳島、古川、中島）
- 下柳村（森田前、森田、古川端、船堀、藤崎、長島、六畝、香取前、田中、天神前）
- 永沼村（宮下、向通、道中、岡堀、川端、中道）
- 大衾村（尾ヶ崎、原、内谷津、塚腰、香取回り、外谷津）
- 西金野井村（尾ヶ崎、風早、神明、作の内、馬場、宮橋、谷頭、愛宕）

## 本社を置く主な企業
- 農村時計製作所（リズムの前身）